# Bill Lawrence
William Van Duzer Lawrence IV (26 de dezembro de 1968) é um produtor de televisão, roteirista e diretor norte-americano. Ele é o criador da série Scrubs e cocriador de programas como Cougar Town, Spin City, Ground Floor, Ted Lasso e Shrinking, além da série animada Clone High. Ele escreveu para muitos outros programas, incluindo The Nanny e Boy Meets World .
O nome da produtora de Lawrence, Doozer, é um jogo de palavras com seu nome do meio.

## Carreira

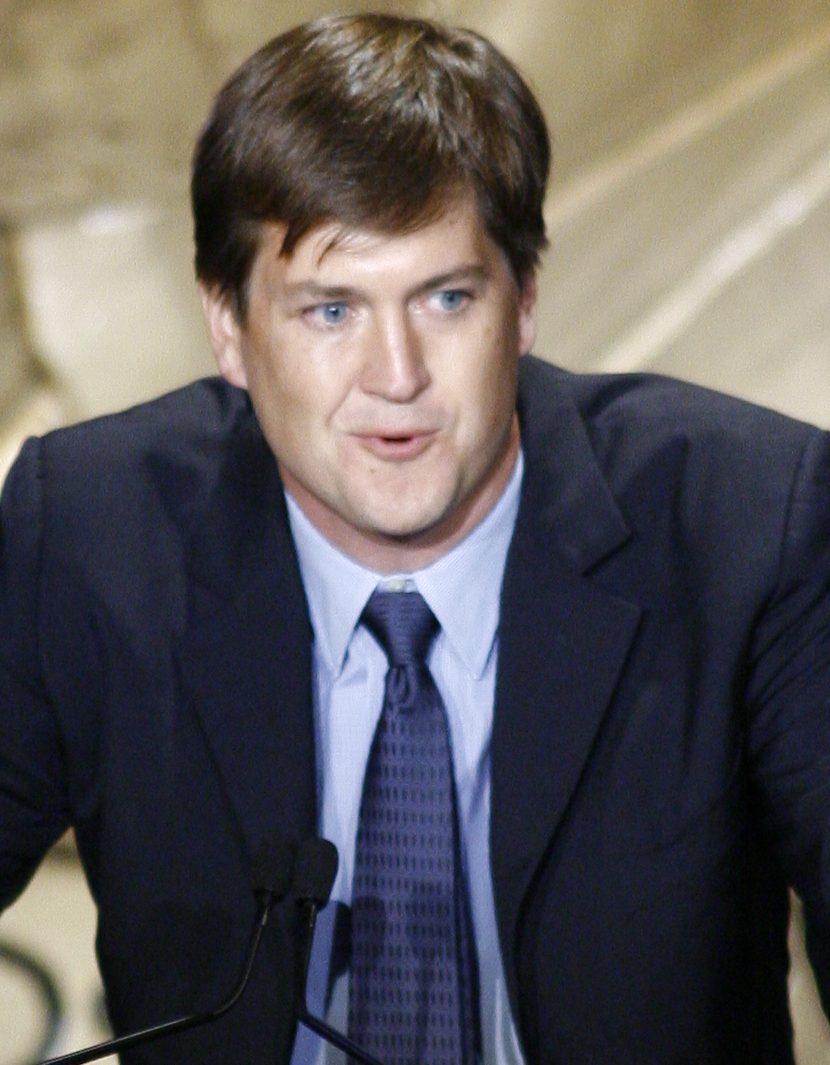
Lawrence recebendo o Prêmio Peabody em 2007

Lawrence se formou na Faculdade de William & Mary, onde estudou inglês e foi membro da fraternidade social Kappa Alpha (KA) . Depois de se formar, seu primeiro trabalho como escritor foi como redator da curta sitcom Billy, da ABC Signature. Ele escreveu brevemente para Boy Meets World, Friends e The Nanny. Em 1996, ele escreveu para o seriado de curta duração Champs.
O primeiro programa de Lawrence como criador foi o seriado multicâmera da ABC Spin City, cocriado com o criador de Champs , Gary David Goldberg, que originalmente estrelou Michael J. Fox como vice-prefeito da cidade de Nova York. O show durou seis temporadas e ganhou um Primetime Emmy Award e quatro Globos de Ouro.
Ele passou a criar o seriado de câmera única Scrubs, que acompanhava a vida dos funcionários do hospital. O programa estreou em 2001 e durou 9 temporadas no total, 7 na NBC e 2 na ABC. Lawrence escreveu, produziu e dirigiu a série. O show recebeu aclamação da crítica e ganhou um prêmio Peabody em 2006 e dois prêmios Emmy com 17 indicações.
Seu próximo projeto foi co-criar a sitcom animada de 2002 Clone High para a MTV com Phil Lord e Chris Miller . A série durou uma única temporada de 13 episódios. Em 2005, Lawrence co-criou o piloto fracassado da The WB, Nobody's Watching, com Neil Goldman e Garrett Donovan . Lawrence estava se preparando para sua estreia na direção de cinema com o filme Fletch Won, uma prequela dos filmes anteriores de Fletch, mas acabou abandonando o projeto depois que a estrela de Scrubs, Zach Braff, saiu do projeto.
Lawrence co-criou o seriado de câmera única Cougar Town, que estreou em 2009 na ABC, com Kevin Biegel. O programa tem produção executiva da estrela da série Courteney Cox e seu então marido David Arquette . Courteney Cox foi uma estrela convidada no seriado anterior de Lawrence, Scrubs. O programa foi exibido de 2009 a 2012 na ABC e depois transferido para a TBS em 2013.
Em 2013, Lawrence se envolveu em três programas que viraram séries. Ele foi cocriador e produtor executivo do seriado Ground Floor, da TBS, com Greg Malins. Ele também é produtor executivo do seriado da Fox Surviving Jack e do seriado da NBC Undateable. Depois de duas temporadas, Ground Floor foi cancelado. Em 2014, Lawrence e outros quatro membros do elenco de Undateable fizeram uma turnê de comédia standup para promover o show. Undateable foi cancelado em 2016 após três temporadas.
Lawrence foi cocriador da série Ted Lasso, da Apple TV+, que estreou em 2020 e ganhou dois prêmios Primetime Emmy de Melhor Série de Comédia. Em 2022, Lawrence assinou um novo contrato geral de cinco anos com a Warner Bros. Television Group até 2028.

## Vida pessoal
Lawrence se casou com a atriz Christa Miller em 1999. Miller foi escalado para os projetos de Lawrence, Scrubs, Clone High, Cougar Town e Shrinking.
Em 21 de julho de 2017, Lawrence se envolveu em um acidente de avião no East River, na cidade de Nova York, com sua família. Todos os ocupantes a bordo sobreviveram.

## Filmografia

### Televisão
| Ano                  | Título            | Showrunner | Diretor | Escritor | Produtor | Produtor Executivo | Notas                                     |
| -------------------- | ----------------- | ---------- | ------- | -------- | -------- | ------------------ | ----------------------------------------- |
| 1992                 | Billy             | Não        | Não     | Sim      | Não      | Não                | Episódio: "Gimme Some Credit"             |
| 1993                 | Boy Meets World   | Não        | Não     | Sim      | Não      | Não                | Episódio: "The Father/Son Game"           |
| 1994                 | The Nanny         | Não        | Não     | Sim      | Não      | Não                | 2 episódios                               |
| 1995                 | Friends           | Não        | Não     | Sim      | Não      | Não                | Episódio: "The One with the Candy Hearts" |
| 1996                 | Champs            | Não        | Não     | Sim      | Não      | Não                | 2 episódios                               |
| 1996–2002            | Spin City         | Sim        | Não     | Sim      | Não      | Sim                |                                           |
| 2001–2010            | Scrubs            | Sim        | Sim     | Sim      | Sim      | Sim                |                                           |
| 2002–2003, 2023–2024 | Clone High        | Sim        | Não     | Sim      | Não      | Sim                |                                           |
| 2006                 | Nobody's Watching | Sim        | Não     | Sim      | Não      | Sim                |                                           |
| 2009–2015            | Cougar Town       | Sim        | Sim     | Sim      | Não      | Sim                |                                           |
| 2013–2015            | Ground Floor      | Sim        | Não     | Sim      | Não      | Sim                |                                           |
| 2014                 | Surviving Jack    | Não        | Não     | Não      | Não      | Sim                |                                           |
| 2014–2016            | Undateable        | Não        | Não     | Não      | Não      | Sim                |                                           |
| 2016                 | Rush Hour         | Sim        | Não     | Sim      | Não      | Sim                |                                           |
| 2018                 | Life Sentence     | Não        | Não     | Não      | Não      | Sim                |                                           |
| 2019                 | Whiskey Cavalier  | Não        | Não     | Não      | Não      | Sim                |                                           |
| 2020–2023            | Ted Lasso         | Sim        | Não     | Sim      | Sim      | Sim                |                                           |
| 2021                 | Head of the Class | Não        | Não     | Não      | Não      | Sim                |                                           |
| 2023–present         | Shrinking         | Sim        | Sim     | Sim      | Não      | Sim                |                                           |
| 2024–present         | Bad Monkey        | Sim        | Não     | Sim      | Não      | Sim                |                                           |